# Dżafar Alizade
Dżafar Alizade Koldkeszi (ur. 1 października 1956) – irański zapaśnik w stylu klasycznym. Olimpijczyk z Montrealu 1976, gdzie odpadł w eliminacjach w wadze 68 kg.